# Республіканський Ботанічний сад Придністровської Молдавської Республіки
Республіканський ботанічний сад ПМР — природничий заклад науково-рекреаційного призначення, єдиний ботанічний сад в ПМР. Розташувався на території міста Тирасполь, загальна площа на 2009 рік — 22 гектари, з них 2 гектари — розарій.
Початок існування як окремого наукового закладу датується 9 липня 1959 року, коли рішенням наукової ради Молдавського інституту зрошувального землеробства інститутська лабораторія квітництва була перетворена на новий науково-дослідний підрозділ — дендрарій. Генеральний план майбутнього дендрарія був створений відділом ландшафтної архітектури Головного Ботанічного Саду Академії Наук СРСР.
В липні 1992 року тираспольський дендропарк наказом президента ПМР Ігоря Смирнова був перетворений на Державний ботанічний сад. В 1994 році площа Ботанічного саду збільшена на 20 гектарів. 1998 року заклад перейменовано на Республіканський ботанічний сад.
У 2000 році ботанічний сад був підпорядкований Міністерству природних ресурсів та екологічного контроля ПМР. Тоді ж були сформульовані основні задачі закладу: інтродукція та акліматизація нових видів рослин, підбір деревинних і чагарникових порід, які можна використовувати для озеленення території, розповсюдження ботанічних знань в практичних відомостей з декоративного садівництва серед населення. Також співробітники саду склали список рідкісних та зникаючих видів рослин на території ПМР та сформували відповідну документацію для створення майбутньої Червоної Книги ПМР.
Позаяк первинно Ботанічний сад був розташований на зрошувальних землях, основною його проблемою в останні роки стали засухи, що в умовах руйнування зрошувальної системи завдають значної шкоди рослинам з колекції закладу. Найзначнішої шкоди завдали засухи 1992, 1995 та 2007 року.
Після надбання незалежності ПМР ботанічний сад використовувався, в основному, як рекреаційна зона; але на початку 2009 року було прийняте рішення відновити його як науковий заклад, що призвело до припинення вільного доступу на територію саду (за винятком розарія).
Станом на 2009 рік колекція Ботанічного саду складається з приблизно 600 видів рослин, колекція розарію — з 186 сортів троянд.